# Barsakelmes

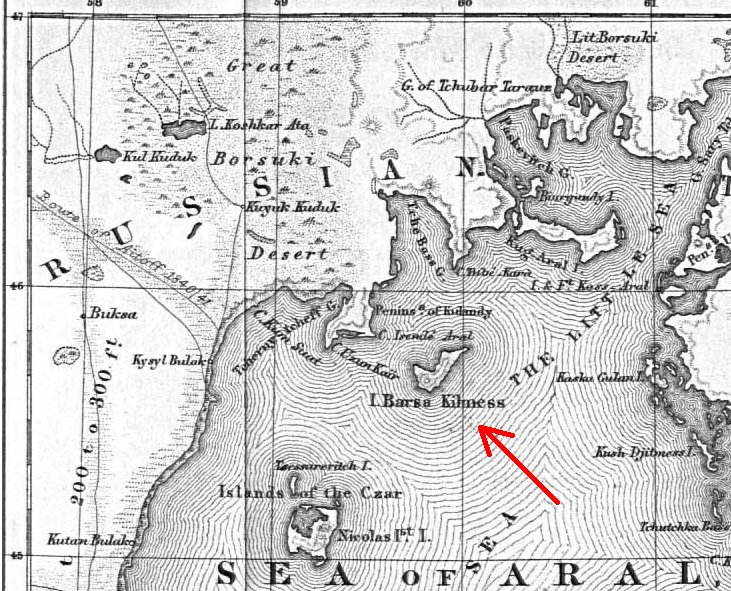
Detail mapy Aralského jezera z roku 1853

Barsakelmes, někdy psáno i Barsa-Kelmes (rusky Барсакельмес, kazašsky Барсакелмес; Barsakelmes znamená „místo, odkud není návratu“) je bývalý ostrov v Kazachstánu, největší na Aralském jezeře.
Nacházel se ve východní části jezera a jeho rozloha byla ještě v 80. letech 20. století 133 km², ale s klesající hladinou jezera se neustále zvětšoval, až v 90. letech přestal být ostrovem. Jeho nejvyšší nadmořská výška je 113 m. Své jméno dostal údajně kvůli příběhům lidí, kteří se z ostrova vraceli až po letech nebo dokonce desetiletích poté, co se na tam vydali.

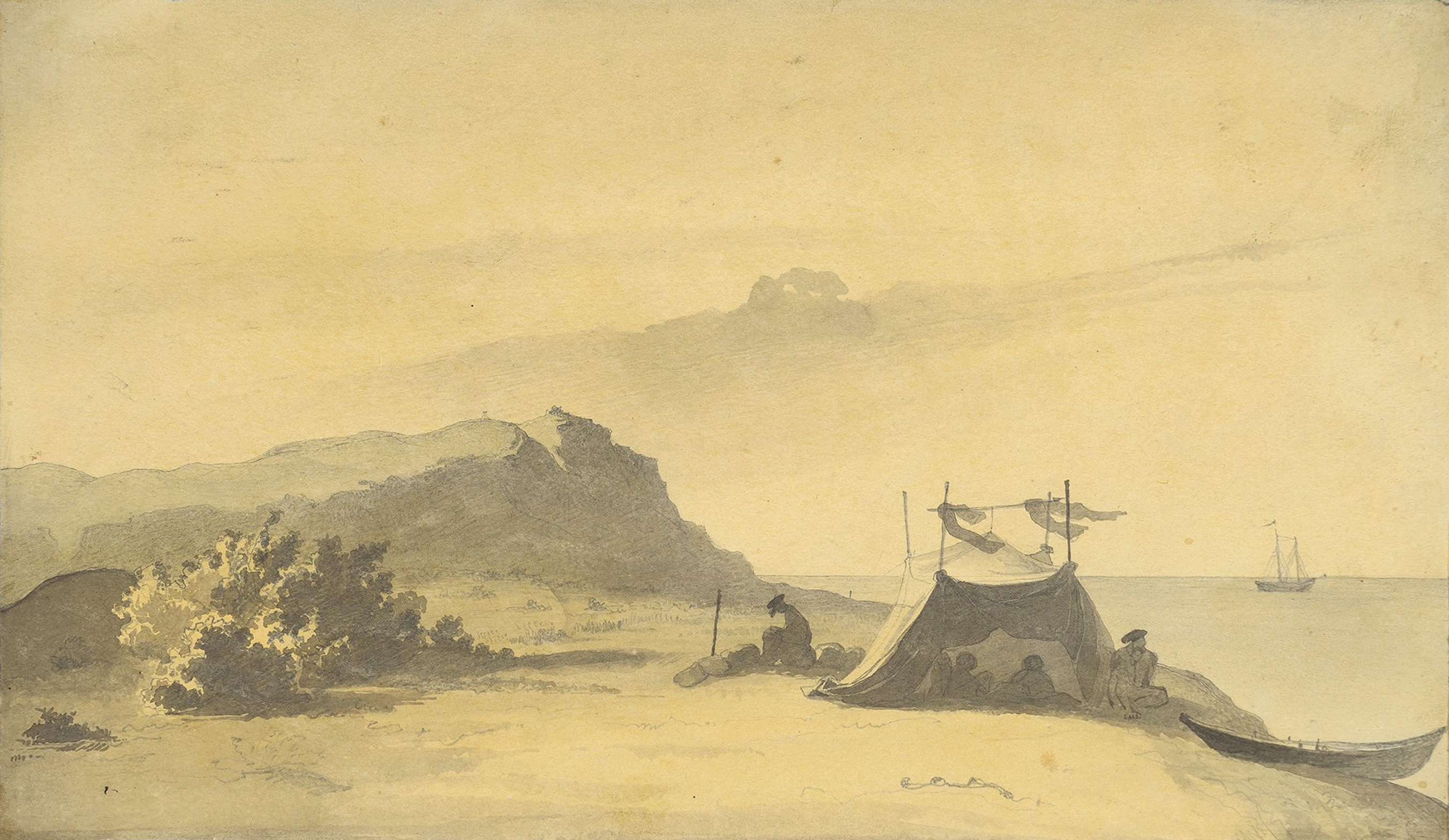
Taras Ševčenko: Stan expedice na ostrově Barsa-Kelmes, 1848

Zahrnuje přírodní rezervaci Barsa-Kelmes. Vzhledem k původním nalezištím soli se návštěvníkům doporučuje zavřít oči během prašných bouří a silného větru. 

## Historie
První zaznamenaný průzkum ostrova byl proveden v srpnu 1848, kdy geograf A. Maksheyev a topograf A. Akishev provedli topografický průzkum ostrova a popsali jeho krajinu. První náčrtky místní flóry a fauny vytvořil ukrajinský malíř Taras Ševčenko.
V roce 1998 byla po tomto ostrově pojmenována skákavka Sitticus barsakelmes.